# Ріккі Вінслоу
Ріккі О'Ніл Вінслоу (англ. Rickie O'Neal Winslow, нар. 26 липня 1964, Х'юстон, Техас, США) — американський професійний баскетболіст, що грав на позиції легкого форварда за низку команд, насамперед європейських. 
Батько Джастіса Вінслоу.

## Ігрова кар'єра
На університетському рівні грав за команду Х'юстон (1983–1987). 
1987 року був обраний у другому раунді драфту НБА під загальним 28-м номером командою «Чикаго Буллз». Проте професіональну кар'єру розпочав 1987 року виступами за «Мілвокі Бакс», куди був обміняний відразу після драфту. Захищав кольори команди з Мілвокі протягом одного неповного сезону.
Частину 1987 року виступав у складі іспанської команди «1939 Канаріас».
1988 року перейшов до іспанської команди «Естудіантес», у складі якої провів наступні 5 сезонів своєї кар'єри. У складі команди вигравав кубок Іспанії та доходив до півфіналу Євроліги.
Наступною командою в кар'єрі гравця була «Канту» з Італії, за яку він відіграв один сезон.
З 1994 по 1995 рік грав у складі французької команди «По-Ортез».
Частину 1995 року виступав у складі іспанської команди «Амвей Сарагоса».
Наступною командою в кар'єрі гравця була «Фенербахче» з Туреччини, за яку він відіграв один сезон.
З 1996 по 1998 рік грав у складі турецької команди «Тюрк Телеком».
1998 року перейшов до турецької команди «Улкерспор», у складі якої провів наступний сезон своєї кар'єри.
Останньою ж командою в кар'єрі гравця стала «Анадолу Ефес» з Туреччини, до складу якої він приєднався 1999 року і за яку відіграв один сезон.